# 球蜑螺
球蜑螺（学名：Neritina plumbea），是原始腹足目蜑螺科河蜑螺属的一种。主要分布于台湾，常栖息在河口岩壁及石头上。